# Emydops
Emydops è un genere estinto di terapsidi, appartenente ai dicinodonti. Visse nel Permiano superiore (Capitaniano, circa 265 - 254 milioni di anni fa) e i suoi resti fossili sono stati ritrovati in Sudafrica e in India.

## Descrizione
Questo animale era di piccole dimensioni e non superava i 30 centimetri di lunghezza. Il corpo a forma di botte era sostenuto da quattro corti arti che sporgevano ai lati. Il cranio era lungo circa 5 centimetri, ed era dotato di orbite relativamente grandi poste in direzione frontale e leggermente all'insù. La mandibola era dotata di una caratteristica espansione laterale, che distingueva Emydops da altre forme simili. Le finestre temporali dietro le orbite erano ampie, e la parte posteriore del cranio era grande e squadrata. Come la maggior parte dei dicinodonti, Emydops era dotato di due canini superiori allungati e di un becco corneo simile a quello delle tartarughe. Al contrario della maggior parte dei dicinodonti, Emydops possedeva alcuni denti dietro i canini nella mascella e sei denti nella mandibola. Questi denti, quando la bocca era chiusa, lavoravano l'uno contro l'altro e formavano una singola superficie triturante. Il resto dei margini delle fauci era costituito da ossa taglienti, che probabilmente erano coperte da una struttura cornea nell'animale in vita.

## Classificazione
Emydops è considerato un rappresentante piuttosto basale dei dicinodonti, un gruppo di terapsidi che si svilupparono nel corso del Permiano e si diffusero in tutti i continenti, sopravvivendo e diffondendosi anche nel Triassico. Strettamente imparentati, ma più derivati rispetto a Emydops, sono anche alcuni animali dalle abitudini fossorie, come Cistecephalus (Kammerer et al., 2011).
Il genere Emydops venne denominato per la prima volta nel 1912 da Robert Broom, quando descrisse la specie Emydops minor proveniente dal Permiano superiore del Sudafrica. A Emydops, tuttavia, è stata poi attribuita una specie descritta precedentemente come Kistecephalus arctatus (Owen, 1876); questa specie è risultata in seguito conspecifica con E. minor, e quindi il nome corretto della specie tipo è Emydops arctatus. 
Negli anni seguenti sono state attribuite molte specie al genere Emydops, tutte provenienti dal Permiano sudafricano e tutte distinguibili sulla base di differenze nella disposizione dei denti e delle ossa frontali e parietali.

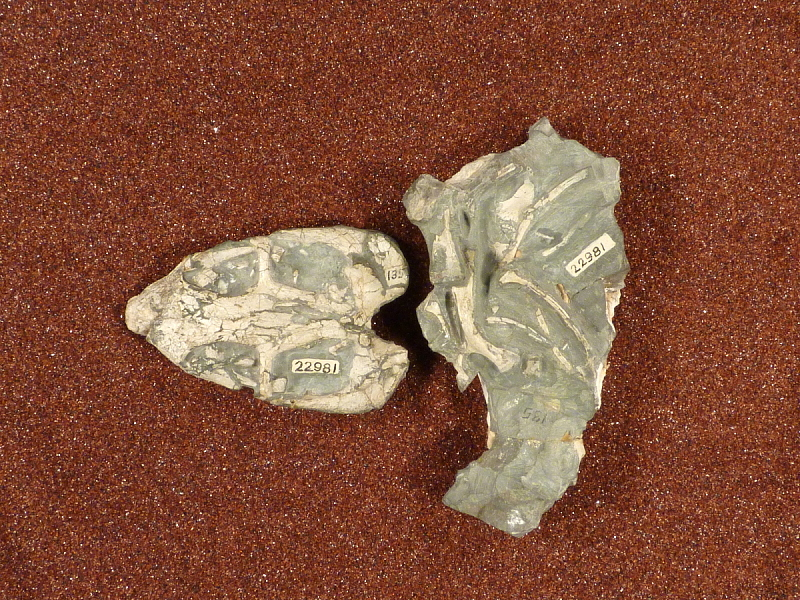
Cranio di Emydops sp

Uno studio del 2008 ha mostrato che esisteva un'unica specie, E. arctatus, con una notevole diversità ontogenetica. Lo stesso studio ha definito un'altra specie, Emydops oweni. L'olotipo di questa specie è insolito poiché possiede due paia di zanne, cosa unica tra tutti i dicinodonti noti. Il secondo paio di zanne, probabilmente, è da considerarsi un carattere patologico, forse una mutazione dell'individuo e non una caratteristica che definisce la specie (Fröbisch e Reisz, 2008). Un'altra specie africana, a volte considerata distinta, è Emydops platyceps. Resti attribuiti a questa specie sono stati ritrovati anche in India.

## Paleobiologia
Uno studio di Crompton e Hotton del 1967 ha messo in luce il modo di nutrirsi di questo dicinodonte. Emydops possedeva un'articolazione delle fauci molto mobile. La superficie articolare era molto ampia e la mandibola poteva slittare all'indietro e in avanti durante il ciclo di apertura delle fauci. Inizialmente, le fauci si spalancavano completamente, poi si muovevano in avanti slittando sull'articolazione. Il cibo veniva preso tra le punte delle fauci nel momento in cui la mandibola si chiudeva completamente, e veniva poi spinto all'indietro grazie all'articolazione che scivolava verso l'indietro. Quest'ultima fase era la più potente e produceva l'effetto di strappare il cibo e di triturare qualunque cosa vi fosse tra i denti delle mascelle. 
Lo stesso studio, basandosi su un cranio perfettamente conservato, permise di ricostruire i muscoli delle fauci di Emydops, grazie a un'analisi della forma delle maacelle e del tipo di superficie delle ossa. La maggior parte dei muscoli adduttori delle mascelle correvano quasi orizzontalmente, e la loro contrazione avrebbe potenziato la fase di ritrazione delle fauci. Questi importanti muscoli includono un grande adduttore esterno che partiva dalla parte esterna dell'osso squamoso e del quadratojugale e finiva su una lunga cresta su un lato dell'osso dentale. Altre caratteristiche includono un sottile strato di tessuto nella regione delle guance, il cosiddetto "Mundplatt", che delimitava le fauci e veniva mantenuto teso dal muscolo levator angularis oris, un piccolo muscolo pterigoideo che spingeva le fauci in avanti, e dal depressor mandibulae, il muscolo deputato all'apertura delle fauci, che partiva dal retro dello squamoso per arrivare al processo retroarticolare, la parte della mandibola dietro il perno delle mascelle. 
Emydops si nutriva di vegetali che strappava grazie al suo becco corneo e che spingeva all'indietro, probabilmente grazie a una lingua muscolosa, fino alla regione delle guance, dove veniva triturato prima di essere inghiottito.